# 屋宜由佳
屋宜 由佳（やぎ ゆか、1985年1月12日 - ）は、沖縄県出身のタレントである。血液型A型。
山田優、伊敷優香と共にB.B.WAVES及び派生ユニットy'z factoryとして活動していた。2002年1月に解散した後はアーデニー・エンタテインメントに所属していた。

## 出演
y'z factory時代のものを含む。
- 「THE夜もヒッパレ」（日本テレビ）
- 「おはスタ」「おはガール」（テレビ東京）
- 「裏DORA」（テレビ埼玉）
- 「音楽的流行」（テレビ東京）

### CM
- 東ハト

## 作品

### CD
- Shining Star（2003年12月21日、徳間ジャパン） 作詞：屋宜由佳、作曲：安田尊行、編曲：松本祥平
  - テレビ東京系「Se-女!」オープニングテーマ。

### 雑誌
- ザッピィ
- 週刊プレイボーイ
- アップトゥボーイ
- CanCam

### 写真集
- 43℃（2002年1月、ケイエスエス） ISBN 4877095624

### イメージビデオ
- 43℃（2002年2月22日、ケイエスエス）